# الخندق (السودان)
الخندق هي مدينة في شمال السودان على نهر النيل. تقع في الولاية الشمالية.

## تاريخ
المدينة هو موقع قلعة مهمة خلال القرن التاسع عشر، توسعت المدينة إلى ما لتصبح واحدة من الأماكن الحضرية في شمال السودان، على الرغم من أنها الآن مهجورة إلى حد كبير، لأنه في منتصف القرن العشرين مع انخفاض التجارة، انتقل الكثير من الناس إلى الخرطوم وأم درمان.